# Avance
Avance o alimentación es, en el arte de la ingeniería mecánica, un movimiento mecánico mediante el cual se suministra continuamente material nuevo para ser procesada en una máquina en funcionamiento. Un taladro, una cepilladora o un torno de acero, por ejemplo, para mecanizar uniformemente una pieza, debe moverse con respecto a ella, a medida que avanza el mecanizado; de modo que haga un corte más profundo y entre en contacto con todos los puntos que se quieren expuestos a los efectos del acero, y así sucesivamente. Si esta regulación de la posición de la herramienta se realiza manualmente, se denomina avance manual; si se realiza mediante dispositivos regulables accionados por la propia máquina, se denomina alimentación de máquina o alimentación automática.

## Definiciónes
En los procesos de fabricación por mecanizado, se denomina avance a la velocidad relativa entre herramienta y pieza, sin considerar la velocidad de corte, que corresponde al movimiento de giro de la pieza o de la herramienta. Suele expresarse en mm/min.
El avance por revolución (fn) se puede expresar en milímetros por revolución (mm/rev), de la pieza en el caso del torneado o de la herramienta en el caso del taladrado o el fresado. El avance por minuto se obtiene de multiplicar el avance por vuelta del husillo por las revoluciones por minuto, de la herramienta o de la pieza. 
{\displaystyle f\left[\mathrm {mm \over min} \right]=f_{n}\left[\mathrm {mm \over rev} \right]\times n\left[\mathrm {rev \over min} \right]}
En el caso de herramientas rotativas, como en el taladrado o en el fresado, el avance por diente (fz) resulta de dividir el avance por revolución entre el número de dientes de la herramienta.
{\displaystyle f_{z}\left[\mathrm {mm \over diente} \right]={\frac {f_{n}\left[\mathrm {mm \over rev} \right]}{z\left[\mathrm {diente \over rev} \right]}}}

## Efectos de la velocidad de avance
Una velocidad elevada de avance da lugar a:
- Viruta de mayor espesor, mayor área de sección y más rígida. Menor control de viruta.
- Mayor fuerza de avance. Puede hacerse necesario usar un ángulo de desprendimiento menor para que la plaquita tenga mayor resistencia.
- Peor calidad superficial, tanto en rugosidad superficial (más avance por vuelta) como en precisión dimensional (más fuerza de avance).
- Menor tiempo de corte.
- Menor desgaste de la herramienta.
- Mayor tendencia a formar cráteres de desgaste, deformaciones plásticas y fractura de la herramienta.

Una velocidad de avance baja da lugar a:
- Viruta con menor espesor, por tanto menos rígida y más fibrosa.
- Mayor calidad superficial.
- Mayor desgaste de la herramienta y mayor posibilidad de formación de filo de aportación.
- Mayor duración del tiempo de mecanizado.
- Mayor coste del mecanizado.